# Afonso Schmidt

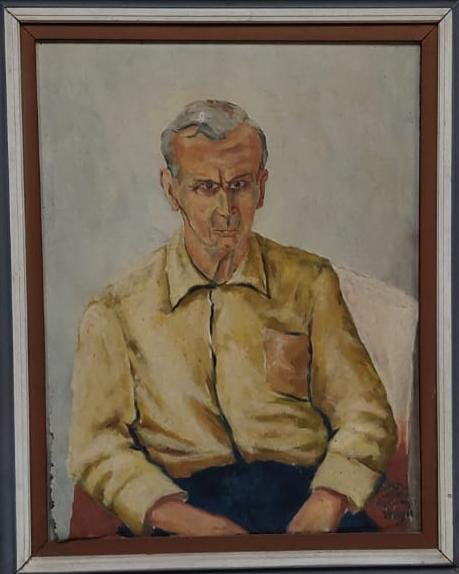
Retrato de Afonso Schmidt feito pela pintora Wega Nery no início da década de 60

Afonso Schmidt (Cubatão, 29 de junho de 1890 – São Paulo, 3 de abril de 1964), também grafado Affonso Schmidt, foi um jornalista, contista, romancista, dramaturgo e ativista anarquista brasileiro.
Em Cubatão fundou o jornal Vésper, e na cidade de São Paulo fez parte da redação dos importantes periódicos libertários, A Plebe e A Lanterna, ao lado de figuras lendárias do movimento anarquista brasileiro como Edgard Leuenroth e Oreste Ristori. Ocupou ainda posições na redação dos jornais Folha e O Estado de S. Paulo. Na cidade do Rio de Janeiro, fundou o jornal Voz do Povo, que a seu tempo tornou-se o órgão de imprensa da Federação Operária.
Foi diversas vezes preso por expressar o que pensava. Ganhou destaque também pelas diversas campanhas que realizou contra o fascismo e o clericalismo, através de panfletos ou de livros, peças teatrais e artigos de jornais. Escrevendo intensamente por toda sua vida, foi autor de uma vasta obra poética e literária reunida em mais de quarenta livros. Envereda por crônicas históricas, e fantasia, sendo também um pioneiro da ficção científica no Brasil.

## Biografia
Bisneto dum mercenário alemão, quando criança, um colega ofereceu-lhe uma impressora. Em 1905 fez prova para a Faculdade de Direito de São Paulo, mas não cursou. Nessa época trabalhou na construção da estrada de ferro como puxador de trena, em Santos (Jundiaí). Com quase dezesseis anos, em São Paulo, já colaborava com jornais do interior. Decidiu viajar para a capital da República, Rio de Janeiro, atraído pelas comemorações da posse de Afonso Pena.
Regressou mais tarde a São Paulo. No carnaval de 1907, voltou para o Rio de Janeiro com 140 mil-réis. No Rio, comprou um bilhete de ida para Lisboa e viajou para a Europa sem passaporte e sem condições financeiras asseguradas. Alugou um apartamento fiado na capital portuguesa. Pensou em migrar para Angola, mas desistiu devido às censuras que recebeu de quem pedia conselhos. Então viajou de comboio para Paris, França, onde conseguiu um emprego em uma editora de dicionários francês-português. Nessa época, passava por alguns problemas financeiros: o dinheiro que ganhava na editora não era suficiente; seus pais sempre lhe mandavam dinheiro, que ele tentava ajustar ao seu cotidiano como podia.
Com melhores condições financeiras, retornou ao Brasil. Em Santos, resolveu se dedicar ao jornalismo. Fundou o jornal Vésper, e em 1911 publicou Janelas Abertas, seu primeiro livro de poesias.
Voltou à Europa na terceira classe do navio Garibaldi, novamente com poucos recursos financeiros. Foi para Gênova, e depois seguiu de comboio para Milão. Ali conseguiu um emprego como correspondente em língua portuguesa de um jornal, onde trabalhou por três meses.
Desempregado novamente, escreveu cartas aos seus amigos de Santos pedindo ajuda financeira. Recebeu 50 libras de um, e com esse dinheiro retornou à França. Logo depois, ficou novamente sem dinheiro e sem ter onde morar. Enviou uma carta a Dom Luís de Bragança e, oito dias depois, recebeu 50 francos.
Foi para Marselha, procurou o consulado brasileiro e conseguiu uma passagem de volta ao Brasil. Pensou em alistar-se na Legião Estrangeira, sendo recusado por ser considerado franzino. Quando voltou a Santos, começava a I Guerra Mundial. Cansado da vida na cidade, retornou ao Rio, onde se tornou diretor do jornal Voz do Povo, da Federação Operária, no período entre 1918 e 1924. Voltou a São Paulo e trabalhou na Folha de S.Paulo e no O Estado de S. Paulo onde ficou até próximo da sua morte. Foi pela Folha que publicou os romances A Sombra de Júlio Frank, A Marcha e Zanzalá (uma novela de ficção científica) em folhetim. Sua história é tratada no livro semi-autobiográfico O Menino Felipe e A Primeira Viagem.
Publicou mais de 40 livros, entre eles O Menino Filipe (romance), A Vida de Paulo Eiró e São Paulo de meus Amores (crônicas), O Tesouro de Cananéia (contos) ou A Primeira Viagem (autobiográfico).
Recebeu o Troféu Juca Pato, prêmio Intelectual do Ano, em 1963, concedido pela União Brasileira de Escritores. Também recebeu 5 prêmios pela academia brasileira de letras.
Zanzalá (1928) é obra pioneira da ficção científica brasileira, uma das de maior destaque na primeira metade do século XX pelo seu conteúdo de brasilidade e pela forma como orquestra diferentes temas e situações. A obra foi escrita em 1928 sobre a cidade em 2028, ou seja, 100 anos após a publicação original. O livro toma como cenário o mundo após a Segunda Guerra Mundial, onde a Europa foi destruída pela guerra. Uma cidade chamada Zanzalá, localizada entre a Serra do Mar, depois de Paranapiacaba, é uma sociedade altamente avançada, com tecnologia de ponta, onde os seus cidadãos são extremamente cultos tanto às artes quanto às ciências. O autor fala de objetos fantásticos e altamente tecnológicos como casas portáteis e também de objetos que chegaram a ser inventados muito após a publicação do livro, tal como leitores de livros digitais. Zanzalá é uma referência à cidade de Cubatão, local de nascimento do autor. A primeira revista de estudos sobre ficção científica do país, da Unicamp, homenageia a obra no seu nome: Revista Zanzalá. De acordo com a revista, Zanzalá significa "flor de Deus", dado em referência às aleluias, flores que nascem na Serra do Mar - região importante para cidade de Cubatão.
Muitos dos contos de Schmidt também pendiam para o fantástico, como As Rosas, Delírio e outros.
Afonso Schmidt é patrono da cadeira 138 do Instituto Histórico e Geográfico de Santos. Foi membro da Academia Paulista de Letras que chegou a presidir, ocupando a cadeira nº 10 cujo patrono é Cesário Mota Jr. É patrono da cadeira nº 27 da Academia Paulista de Jornalismo, sendo um dos fundadores do Sindicato dos Jornalistas do Estado de São Paulo.
No município de Cubatão, onde nasceu, a Semana Municipal Afonso Schmidt foi instituída pela Lei nº 833, de 21 de agosto de 1970, e atualizada pela Lei 1.204, de 4 de setembro de 1979.

## Homenagens
Por ser um autor que exaltou o estado de São Paulo, recebeu muitas homenagens em vários locais, como ruas, alamedas, praças e monumentos.
- Praça Afonso Schmidt, Cubatão - São Paulo
- Escola Estadual Afonso Schmidt - Cubatão - São Paulo
- Coral Zanzalá - Cubatão
- Semana Afonso Schmidt (evento cultural cubatense)
- Zanzalá - São Bernardo do Campo - São Paulo
- Avenida Afonso Schmidt, Santos - São Paulo
- Alameda Afonso Schmidt - Santa Teresinha -São paulo (cidade) - São Paulo
- Biblioteca Afonso Schmidt  - Bairro Cruz das Almas, São Paulo - SP
- Rua Afonso Schmidt - Osasco - São Paulo
- Rua Afonso Schmidt - Ribeirão Preto
- Rua Afonso Schmidt - Campo Grande (Rio de Janeiro) - Rio de Janeiro
- Travessa Afonso Schmidt - Santo Antônio da Platina - Paraná
- Estátua Afonso Schmidt[13] - Píer do Jardim Casqueiro - Cubatão - São Paulo

## Obra

### Poesia
- Lírios Roxos (1907)
- Miniaturas
- Janelas Abertas (1911)
- Mocidade  (1921)
- Garoa (1932)
- Lusitania
- Poesias (1934)
- Poesia (1945)

### Prosa
- Brutalidade
- Os impunes
- O dragão e as virgens (fantasia)
- Pirapora
- As levianas
- Passarinho verde
- Ao relento (fantasia)
- Kellani
- A revolução brasileira (crônicas)
- A nova conflagração
- O evangelho dos livros
- Os negros
- Carne para canhão
- Curiango
- A sombra de Júlio Frank (romance)
- Colônia Cecília (romance)
- O Retrato de Valentina (1947) (romance)
- A Marcha (romance)
- O Menino Felipe (romance)
- O Tesouro de Cananeia (contos)
- A Vida de Paulo Eiró (crônicas)
- São Paulo de meus Amores (crônicas)
- Zanzalá (1928) (novela)
- A Primeira Viagem (autobiografia)

## Medalha Afonso Schmidt
Com o Decreto Legislativo nº 82, de 21 de junho de 1993, a Câmara de Vereadores de Cubatão instituiu a Medalha Afonso Schmidt, a ser concedida em sessão solene durante a Semana Afonso Schmidt para pessoas que se destaquem pela sua atuação artística ou cultural, projetando o nome do município. Conforme decreto, a medalha é confeccionada em metal dourado, com o seu busto em auto relevo.